# Leptotyphlops erythraeus
Leptotyphlops erythraeus är en kräldjursart som beskrevs av  Giuseppe Scortecci 1929. Leptotyphlops erythraeus ingår i släktet Leptotyphlops och familjen Leptotyphlopidae. Inga underarter finns listade i Catalogue of Life.